# Idaeserica gratula
Idaeserica gratula är en skalbaggsart som beskrevs av Louis Albert Péringuey 1904. Idaeserica gratula ingår i släktet Idaeserica och familjen Melolonthidae. Inga underarter finns listade i Catalogue of Life.